# Футбольна енциклопедія Fuji
Футбольна енциклопедія Fuji (пол. Encyklopedia piłkarska Fuji) — польська серія книг видавництва «GiA» (Катовиці) про історію футболу. Засновник і основний автор — Анджей Ґоважевський. Головний спонсор видання: «Fujifilm Polska».
Головним досягненням проекту вважають унікальний цикл «Колекція клубів» (пол. Kolekcja klubów), що описує повну історію польських футбольних клубів, подає всі результати та склади в офіційних іграх і біографічні довідки всіх гравців, що виступали в офіційних іграх.

## Список книг
Першою книгою став щорічник '91, з повними турнірними таблицями та статистичними даними футбольних змагань Польщі (три найвищі ліги) та турнірні таблиці закордонних чемпіонатів за 1991 рік. Надалі подібні щорічники стали традиційними. Кілька томів присвячено збірній Польщі — статистика всіх ігор, біографічні довідки футболістів-збірників, аналіз виступів. Окремі книги описували головні футбольні турніри світу — Кубок європейських чемпіонів, Кубок володарів кубків, Кубок УЄФА, чемпіонат світу, чемпіонат Європи, Копа Америка.
Також вийшла низка альбомів і пам'ятних книг, присвячених ювілеям окружних футбольних союзів і різних клубів.

### Футбольна енциклопедія
- Tom 1. — Rocznik '91
- Tom 2. — Biało-Czerwoni. Dzieje reprezentacji Polski (1)
- Tom 3. — Mistrzostwa Europy
- Tom 4. — Od Realu do Barcelony. Historia Pucharu Mistrzów
- Tom 5. — Rocznik '92-'93
- Tom 6. — Puchar Zdobywców
- Tom 7. — Rocznik '93-94
- Tom 8. — Herosi Mundiali
- Tom 9. — Mistrzostwa Świata
- Tom 10. — World Cup USA'94
- Tom 11. — Rocznik '94-'95
- Tom 12. — 75 lat PZPN
- Tom 13. — Copa America
- Tom 14. — Biało-Czerwoni. Dzieje reprezentacji Polski (2)
- Tom 15. — Rocznik '95-'96
- Tom 16. — Biało-Czerwoni. Dzieje reprezentacji Polski (3)
- Tom 17. — Rocznik '96-'97
- Tom 18. — Puchar UEFA
- Tom 19. — Rocznik '97-'98
- Tom 20. — Biało-Czerwoni. Dzieje reprezentacji Polski (4)
- Tom 21. — Mistrzostwa Świata
- Tom 22. — Rocznik '98-'99
- Tom 23. — Europejskie finały
- Tom 24. — Rocznik 2000
- Tom 25. — Liga Polska
- Tom 26. — Rocznik 2000–2001
- Tom 27. — Rocznik 2001–2002
- Tom 28. — World Cup 2002
- Tom 29. — Rocznik 2002–2003
- Tom 30. — Rocznik 2003–2004
- Tom 31. — Rocznik 2004–2005
- Tom 32. — Rocznik 2005–2006
- Tom 33. — Rocznik 2006–2007
- Tom 34. — Rocznik 2007–2008
- Tom 35. — Biało-Czerwoni. Dzieje reprezentacji Polski (5)
- Tom 36. — Rocznik 2008–2009
- Tom 37. — Rocznik 2009–2010
- Tom 38. — Rocznik 2010–2011
- Tom 39. — Rocznik 2011–2012
- Tom 40. — EURO dla orłów
- Tom 41. — Rocznik 2012–2013
- Tom 42. — Rocznik 2013–2014

### Колекція клубів
- Tom 1. — Ruch Chorzów
- Tom 2. — Legia Warszawa
- Tom 3. — Wisła Kraków
- Tom 4. — Lwów i Wilno w ekstraklasie (українські, білоруські та литовські команди в чемпіонаті Польщі до 1939 року)
- Tom 5. — Widzew oraz dawni łódzcy ligowcy
- Tom 6. — Górnik Zabrze. 50 lat prawdziwej historii (1948–1998)
- Tom 7. — Polonia, Warszawianka, Gwardia
- Tom 8. — Lech Poznań
- Tom 9. — Legia to potęga
- Tom 10. — Cracovia
- Tom 11. — Górnik Zabrze. 60 lat prawdziwej historii (1948–2008)

заплановані для друку:
- Łódzki KS na stulecie
- Bytomska Polonia